# Прокопович, Сергей Николаевич
Серге́й Никола́евич Прокопо́вич (1871, Царское Село, Российская империя — 4 апреля 1955, Женева, Швейцария) — российский экономист, политический деятель. Министр торговли и промышленности, министр продовольствия Временного правительства (1917).

## Семья и образование
Происходил из дворян Могилёвской губернии. Отец — Николай Николаевич, офицер, затем генерал-майор; мать — Александра Фёдоровна, владелица поместья, участница народнического движения.
Окончил Александровское реальное училище в Смоленске. Учился в Петровской сельскохозяйственной академии (был исключён за участие в студенческих волнениях), в Брюссельском университете (Бельгия, 1894—1899). В 1895 году женился: жена — Екатерина Дмитриевна, урождённая Есипова, в первом браке Ювеналиева, во втором (фиктивном) — Кускова (1869—1958), публицист, общественный деятель.
Доктор философии Бернского университета (Швейцария, 1913).

## Учёный и общественный деятель
В Россию вернулся в 1899 году. Был председателем экономической секции Вольного экономического общества, председателем секции по страхованию рабочих при московском отделении Императорского технического общества, председателем различных кооперативных объединений, сотрудничал в Обществе имени А. Чупрова.
Первоначально был близок к народничеству, затем к социал-демократам (в 1890-е годы входил в состав «Союза русских социал-демократов за границей»), с которыми вступил в конфликт после публикации двух своих книг «К критике Маркса» и «Рабочее движение на Западе. Опыт критического исследования», которые носили ревизионистский характер. Был сторонником «экономизма», отвергал революционный путь, являлся сторонником эволюции.
С 1904 года участвовал в деятельности либерального «Союза Освобождения»; входил в состав руководящего органа «Союза Освобождения» — Совета. В ноябре 1904 года вместе с группой членов «Союза освобождения» встречался со священником Георгием Гапоном, убеждая его присоединиться к кампании земских петиций. После событий 9 января 1905 года арестован. В 1905 был членом временного центрального комитета Конституционно-демократической партии, но вскоре отошёл от кадетов, оставаясь внефракционным социалистом. Совместно с женой Екатериной Кусковой и историком В. Я. Богучарским (Яковлевым) издавал общественно-политический журнал «Без заглавия» (1906), входил в состав редколлегий газет «Товарищ» и «Новая жизнь» (1907). Был деятелем масонства (вступил в масонство в 1898, ещё во время учёбы в Бельгии), один из руководителей ложи, названной по его фамилии ложей Прокоповича.
Специалист в области статистики (в 1906 опубликовал в «Трудах Вольного экономического общества» работу, посвящённую исчислению народного дохода в 1900 для 50 губерний Европейской России; расширенное издание (за 1900—1913) вышло в 1918), политической экономии, промышленного производства России. Изучал проблемы аграрной политики и положения рабочих. Преподавал в кружках, воскресных школах, с 1908 года — в Народном университете А. Шанявского. В 1909—1910 годах состоял в качестве «сведущего лица» (выражение охранного отделения) при социал-демократической фракции в Государственной думе III созыва, занимаясь аграрным вопросом (в момент написания записки «временно проживал за границей»).
Входил в Совет Общества имени А. И. Чупрова для разработки общественных наук.
Во время Первой мировой войны работал в Московском областном Военно-промышленном комитете.

## Деятельность в 1917 году

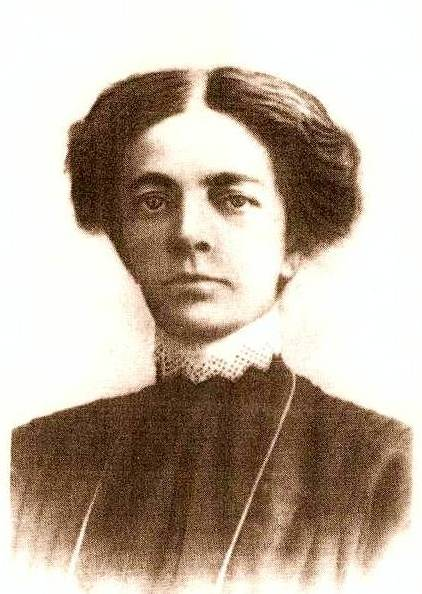
Екатерина Кускова

После Февральской революции был членом Совета всероссийских кооперативных съездов исполкома Комитета общественных организаций, председателем Главного экономического комитета, заместителем председателя Экономического совета при Временном правительстве. Был министром торговли и промышленности в третьем (втором коалиционном) составе Временного правительства, министром продовольствия — в четвёртом (третьем коалиционном) составе. Был сторонником государственного контроля над предприятиями (но при этом против рабочего контроля и за гарантии прав собственников в деле управления фабриками), за установление твёрдых цен на большинство предметов потребления.
Был арестован 25 октября (7 ноября) 1917 года восставшими большевиками, доставлен в Смольный институт, но в тот же день освобождён. Организовал демонстрацию в поддержку Временного правительства с участием членов Петроградской городской думы, которая не была допущена матросами к Зимнему дворцу. Входил в состав Комитета спасения Родины и революции, был председателем подпольного Временного правительства. За антибольшевистскую деятельность арестован и отправлен в Кронштадт под надзор исполкома Совета рабочих и солдатских депутатов, но вскоре освобождён.

## В оппозиции к советской власти
При советской власти, оставаясь противником большевистского режима (в 1918 участвовал в деятельности левоцентристского Союза возрождения России), занимался педагогической деятельностью, в 1918 году был деканом юридического факультета 1-го МГУ, руководил Кооперативным институтом.
В 1921 году стал одним из организаторов и руководителей «Всероссийского комитета помощи голодающим» (Помгола) — общественной инициативы, которая сначала поддерживалась властями как инструмент изъятия имущества церквей, денежных средств и продуктов у населения благополучных районов и зарубежных фондов, а затем была свёрнута как антисоветская. В коммунистической печати в период сворачивания деятельности Помгола его называли «Прокукиш» по первым слогам фамилий его руководителей — Прокоповича, Кусковой и бывшего министра Временного правительства Николая Кишкина. Был арестован 22 сентября 1921 года по обвинению в шпионаже и в 1922 году вместе с женой выслан из России.

## Эмигрант
Жил в Берлине. В конце 1922 года вместе с Г. А. Мартюшиным учредил в Берлине Издательство «Кооперативная мысль». Предмет предприятия: издательство и сбыт книг, газет и журналов, преимущественно на русском языке, по теме кооперации и связанные с этим социально-экономические, агрономические, технические и прочие области. Издательство «Кооперативная мысль» просуществовало до 1928 года. Прокопович руководил изданием журнала «Экономический вестник» (1923—1924), «Русский экономический сборник» (1925—1928), «Бюллетень Экономического кабинета профессора С. Н. Прокоповича».
В Берлине в 1922 году основал Экономический кабинет, с 1924 года работавший в Праге при материальной поддержке правительства Чехословакии, привлёк к работе видных эмигрантских специалистов в области экономики, права, истории: А. Маркова, П. Струве, А. Чупрова, А. Кизеветтера, Б. Никольского, Н. Тимашева. Руководил сбором, систематизацией и исследованием данных об экономической и общественно-политической жизни СССР. Занимался анализом причин неудачи военного коммунизма, особенностей перехода к Новой экономической политике (НЭПу), обобщением опыта советского народнохозяйственного планирования. Считал, что советскому планированию свойственны директивный характер, базирующийся на тотальном обобществлении всего национального производства, примат метода политического насилия и принуждения, недостаточная экономическая и статистическая обоснованность, так как место научного анализа заняла коммунистическая идеология.
Продолжал заниматься статистическими исследованиями, в том числе изучая на обширном фактическом материале статистику крестьянского хозяйства. Автор работы, анализировавшей национальный доход Чехословакии. Экономический кабинет издавал «Экономический вестник» (Берлин), «Русский экономический сборник» (Прага), «Бюллетень» (Прага), Quartely Bulletins of Soviet Russian Economics (Женева). Наряду с научными исследованиями, Прокопович занимался политической деятельностью, был одним из лидеров левоцентристской эмигрантской организации Республиканско-демократический союз.

Был сторонником рыночной экономики при активной регулирующей роли государства и поощрении частной инициативы. Полагал, что государство должно непосредственно действовать только в тех отраслях, в которых постоянные издержки производства превосходят переменные (нефтепромыслы, каменноугольное дело, чёрная металлургия, электроэнергетика). По его мнению, 

нельзя планировать рыночное народное хозяйство; государственная власть мерами экономической политики может лишь вмешиваться в его ход и развитие, влиять на него; планировать она может только огосударствленные отрасли народного хозяйства.

В 1938 году, когда возникла угроза оккупации Чехословакии нацистской Германией, Прокопович переехал в Швейцарию, сотрудничал с фондом Карнеги (США). Опубликовал обширный двухтомный труд «Народное хозяйство СССР» (Нью-Йорк, 1952), посвящённый анализу советской экономики с опорой на официальную советскую статистику. В ходе её экономического анализа выяснял реальное положение дел в народном хозяйстве СССР, существенно отличавшееся от оценок, приводившихся в советских изданиях. Анализировал ход и последствия коллективизации и индустриализации в СССР. В конце жизни работал над монографией «Перспективы мирового хозяйства», оставшейся незавершённой.

Е. Юрьевский писал о Прокоповиче: 

Несколько перефразируя слова одного французского писателя, можно сказать, что для С. Н. Прокоповича в экономических исследованиях самым главным была «музыка фактов». Звуки в музыке выражаются нотами, факты в экономике — цифрами. Чтобы цифры создавали настоящую «музыку», а не какофонию (присущую множеству советских отчетов), нужно особое искусство ими владеть, знание законов, правил, приемов, теории статистики. В экономике «музыка цифр», отражая факты, создается именно статистическим искусством. А это искусство С. Н. издавна изучал и любил.

## Труды
- Рабочее движение на Западе. Опыт критического исследования. Т. 1. Германия. Бельгия. — СПб., 1899.
- К критике Маркса. — СПб., 1901. — 256 с.
- Местные люди о нуждах России. — СПб.: Изд. Е.Д.Кусковой, 1904. — 274 с.
- К рабочему вопросу в России. — СПб.: Изд. Е.Д.Кусковой, 1905. — 205 с. книга сканирована не полностью
- Аграрный вопрос в цифрах. — СПб., 1907. — 126 с.
- Бюджеты петербургских рабочих — СПБ, 1909.
- Проблемы социализма : Развитие социалистической мысли во Франции — СПб. : тип. М. М. Стасюлевича, 1911. — VI, [1], 273 с.
- Аграрный кризис и мероприятия правительства. М., 1912.
- Об основаниях выбора признаков для построения комбинационных таблиц. // Статистический вестник. 1914. Кн. 1-2.
- Война и народное хозяйство. — М., 1917. — 214 с.
- Кооперативное движение в России. Его теория и практика. 2-е издание. М. 1918.
- Опыт исчисления народного дохода 50 губ. Европейской России в 1900-1913 гг. / Под редакцией С. Н. Прокоповича. — М., 1918. — 86 с.
- Очерки хозяйства Советской России — Берлин, 1923. — 216 с.
- Крестьянское хозяйство по данным бюджетных исследований и динамических переписей. Берлин, 1924.
- Народный доход западно-европейских стран. / С пред. С. Г. Струмилина. — М., Л.: Гос. изд-во, 1930. — 196 с.
- Идея планирования и итоги пятилетки. — Париж, 1934.
- Познавательная ценность статистических рядов. — Прага, 1936.
- Народное хозяйство СССР. — Нью-Йорк, 1952. Т. 1, Т. 2